# Vitória Yaya
Vitória Ferreira Silva, mer känd som Vitória Yaya,  född den 23 januari 2002 i Suzano, är en brasiliansk fotbollsspelare.

## Karriär
Vitória Yaya inledde sin seniorkarriär i São Paulo år 2019. Hon har även spelat Santos FC innan hon 2024 kontrakterades av Corinthians Paulista. Hon debuterade i Brasiliens damlandslag år 2022, och ingick i det lag som vid olympiska sommarspelen 2024 i Paris tog silver efter att ha förlorat finalen mot USA.